# Kristina San'kova
Kristina San'kova (in ucraino Кристина Санькова?; Alčevs'k, 7 luglio 1996) è un'ex ginnasta ucraina.
Con la nazionale ucraina ha partecipato ai V europei individuali di ginnastica artistica e VI europei individuali, ai Campionati mondiali 2013 e mondiali 2014, ai XXX Campionati europei, ed ai Giochi Europei di Baku 2015.